# Цветок кактуса (фильм)
«Цветок кактуса» (англ. Cactus Flower) — комедия, снятая в 1969 году режиссёром Джином Сэксом по мотивам бродвейской постановки Эйба Берроуза, основанной, в свою очередь, на тексте французской пьесы «Fleur de cactus». В 2011 году был снят ремейк — «Притворись моей женой»
Главные роли в фильме исполнили Уолтер Маттау, Ингрид Бергман и Голди Хоун, которой дебютная роль беззаботной девушки-тусовщицы Тони Симмонс принесла «Оскар» в номинации «Лучшая женская роль второго плана».

## Сюжет
Дантист Джулиан Уинстон, холостяк и бабник, обманывает свою юную возлюбленную Тони Симмонс, продавщицу из магазина пластинок, сообщая ей, что он женат и имеет троих детей. Этим вымышленным фактом своей биографии он думает оградить себя от серьёзных отношений с нею. Позднее Джулиан сам незаметно для себя влюбляется в девушку; неудавшаяся же попытка самоубийства Тони и вовсе подвигает его на решительный шаг — Джулиан делает Тони предложение.
Однако, прежде Уинстону необходимо «развестись» со своей вымышленной женой. Этот «развод» становится камнем преткновения между Джулианом и Тони — во-первых, сердобольная Тони желает встретиться с женой Джулиана, чтобы убедиться в том, что та в самом деле желает развода со своим мужем, а во-вторых, Тони сообщает Джулиану, что готова простить ему все, кроме лжи.
Чтобы решить эту проблему, Джулиан убеждает свою верную и исполнительную ассистентку мисс Стефани Дикинсон, помочь ему и сыграть роль его жены. Однако во время встречи с мисс Дикинсон Тони инстинктивно понимает, что «жена» Джулиана всё ещё любит его. Джулиан идет ещё дальше, придумывая своей «жене» «возлюбленного», при этом в историю оказываются впутаны пациенты Джулиана Харви Гринфилд, сеньор Артуро Санчес и сосед Тони Игорь Салливан, что приводит к непредсказуемым и смешным сюрпризам для каждого из персонажей.
В конечном итоге Тони понимает, что Джулиан её все время обманывал, бросает его и уходит к Игорю, а сам Джулиан влюбляется в мисс Дикинсон.

## В ролях
- Уолтер Маттау — доктор Джулиан Уинстон, дантист
- Ингрид Бергман — Стефани Дикинсон, ассистентка доктора Уинстона
- Голди Хоун — Тони Симмонс, возлюбленная доктора Уинстона (озвучивала Ольга Гобзева)
- Джек Уэстон — Харви Гринфилд, друг и пациент доктора Уинстона
- Рик Ленц — Игорь Салливан, писатель и сосед Тони (озвучивал Валентин Грачёв)
- Вито Скотти — сеньор Артуро Санчес, дипломат и пациент доктора Уинстона
- Ирен Херви — миссис Дюран, пациентка доктора Уинстона
- Ив Брюс — Джорджия, подружка Харви Гринфилда
- Ирвин Шарон — управляющий магазина пластинок, начальник Тони
- Мэтью Сакс — племянник мисс Дикинсон

## Достижения

### Номинации
- Премия BAFTA в категории «Лучшая актриса» — Голди Хоун[2]
- Премия «Золотой глобус»[3]
  - «Лучшая комедия или мюзикл»
  - «Лучшая песня» — «The Time For Love Is Any Time» (музыка — Куинси Джонс, стихи — Синтия Уэйл)
  - «Лучшая женская главная роль в комедии или мюзикле» — Ингрид Бергман
  - «Дебютантка года» — Голди Хоун

### Награды
- Премия «Оскар» в категории «Лучшая женская роль второго плана» — Голди Хоун[4]
- Премия «Золотой глобус» в категории «Лучшее исполнение женской роли второго плана в художественном фильме» — Голди Хоун[3]